# یواس‌اس آبراهام لینکلن (سی‌وی‌ان-۷۲)
ناو هواپیمابر آبراهام لینکلن (به انگلیسی: USS Abraham Lincoln)، یک ناو هواپیمابر کلاس نیمیتز متعلق به نیروی دریایی ایالات متحده آمریکا است که از سال ۱۹۸۹ میلادی در حال خدمت است.

## تاریخچه کشتی

### ساخت
قرارداد ساخت این ناو هواپیمابر به شرکت کشتی‌سازی نیوپورت نیوز در تاریخ ۲۷ دسامبر سال ۱۹۸۲ اعطا شد، ساختمان اصلی آن در ۱۱ نوامبر ۱۹۸۴ در نیوپورت نیوز، ویرجینیا به اتمام رسید. این ناو در تاریخ ۱۳ فوریه سال ۱۹۸۸ به آب انداخته شد و در ۱۱ نوامبر ۱۹۸۹ تحویل گردید. هزینه ساخت این ناو ۴٫۵ میلیارد دلار به قیمت سال ۲۰۰۷ می‌باشد.

## ماموریت‌ها

### ۱۹۹۰ تا ۱۹۹۹
آبراهام لینکن در سپتامبر سال ۱۹۹۰ به اقیانوس آرام فرستاده شد. اولین استقرار این ناو به‌طور ناگهانی به علت عملیات طوفان صحرا/حفاظت صحرا در تاریخ ۲۸ مه سال ۲۰۰۰ انجام گرفت.
در راه اقیانوس هند، کشتی راه خود را برای پشتیبانی از عملیات تخلیه بعد از شورش کوه پیناتوبو در جزیره لوزون واقع در فیلیپین تغییر داد. در حمایت از عملیات حراست پرشور لینکولن فرماندهی ۲۳ کشتی را عهده‌دار بود تا ۴۵٬۰۰۰ نفر را از پایگاه دریایی خلیج سوبیک به بندر سوگبو در ویسایا منتقل نماید. این کار بزرگترین تخلیه کادر فعال نظامی و خانواده‌های آنها در زمان صلح در تاریخ محسوب می‌شود.
بعد از عملیات حراست پرشور لینکن به سمت خلیج فارس رهسپار شد، تا عملیات شناسایی و گشت هوایی را در عراق و کویت انجام دهد، و به سربازان کشورهای هم‌پیمان و ایالات متحده که در عملیات توفان صحرا شرکت داشتند یاری رساند.
در اوایل سال ۱۹۹۲ کشتی از عملیات کشیک جنوبی که قسمتی از تحریم سازمان ملل موسوم به منطقه پرواز ممنوع در جنوب عراق بود پشتیبانی کرد.
در اکتبر سال ۱۹۹۳، به ناو هواپیمابر دستور رفتن به سواحل سومالی برای کمک به عملیات انسان‌دوستانه سازمان ملل داده شد. برای چهار هفته آبراهام لینکن گشت‌های هوایی را برای پشتیبانی از عملیات بازگشت امید بر روی مگادیشو انجام داد.
آبراهام لینکن اولین ناو هواپیمابری شد که بعد از انقضای «قانون منع زنان از نبرد» در تاریخ ۲۸ آوریل سال ۱۹۹۳ هوانوردان زن را با کادر پروازی یکپارچه ساخت. کشتی سن دیگو را در تاریخ ۲۴ اکتبر ۱۹۹۴ برای انجام آموزشهای جدید
ترک کرد. روز بعد، ستوان کارا اسپیرز هالتگرین اولین خلبان زن هواپیمای اف-۱۴ درهنگام نزدیکی نهایی برای فرود به علت ترکیبی از نقص فنی موتور و اشتباه خلبان در دریا سقوط کرد و جان سپرد.
استقرار سوم آبراهام لینکن در آوریل سال ۱۹۹۵ در حالی آغاز شد که به خلیج فارس فرستاده شده بود، جایی که کشتی در عملیات‌های کشیک جنوبی و حسگران هشیار کمک کرده بود. در حین تجدید تدارکات در بین مسیر، ناو لینکن که سعی می‌کرد که خود را در موقعیت عملیات هوایی قرار دهد، باعث رویارویی ناگهانی و تصادم به پهلوی ناو ساکرامنتو (اِی‌اُای-۱) و خرد کردن چارچوب‌های اصلی و تا قسمتی خرد کردن قسمت پیاده شدن خدمه زن شد و یک حفره بزرگ در روساخت ناو ساکرامنتو ایجاد کرد (اتاق سامانه تاکتیکی ناوبری هوایی). لینکلن قادر بود که به عملیات خود ادامه دهد در صورتی که ناو ساکرامنتو مجبور بود در جبل علی در امارات متحده عربی به خاطر تعمیرات برای چند هفته لنگر اندازد.
آبراهام لینکلن چهارمین استقرار خود را در ژوئن ۱۹۹۸ شروع کرد. بار دیگر کشتی راه خود را به طرف خلیج فارس برای پشتیبانی از عملیات کشیک جنوبی در پیش گرفت. کشتی در خلیج فارس در طی یکی از گرمترین تابستان‌های آن سال‌ها برای سه ماه ماند. دما در عرشه پرواز تا ۱۵۰ درجه فارنهایت (۶۶ درجه سانتیگراد) گزارش شد.
در سال ۱۹۹۹ کشتی در چندین تمرین داخلی نیروی دریایی شرکت کرد و رهسپار یک بازدید کلی در حوضچه تعمیر دریایی پوژه ساوند در برمتون، واشینگتن شد.

### بعد از سال ۲۰۰۰

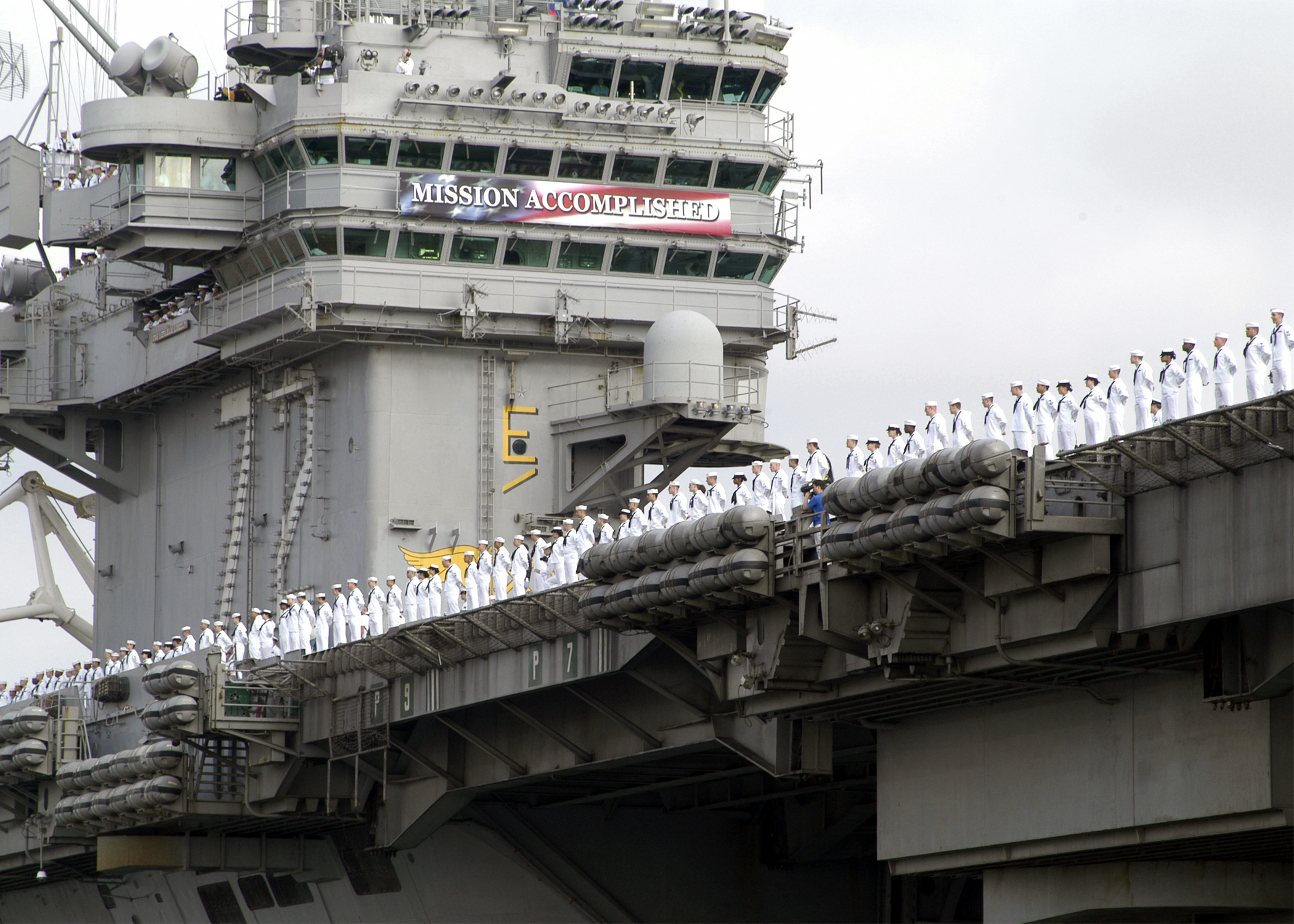
ناو هواپیمابر آبراهام لینکولن در حالی که نشان پایان مأموریت را بر خود دارد در تاریخ ۲ مه سال ۲۰۰۳ به بندر بر می‌گردد.

استقرار پنجم ناو هواپیمابر در اوت سال ۲۰۰۰ در حالی آغاز شد که ناو هواپیمابر آبراهام لینکلن دوباره برای پشتیبانی از عملیات کشیک جنوبی به خلیج فارس عزیمت کرده بود. در این استقرار، ناو هواپیمابر، گروه پروازی، و گروه کشتی‌های جنگی نشان لیاقت و تقدیر نیروی دریایی را کسب کردند. علاوه بر آن کشتی نشان معروف آرلی برک را برای بهترین فرماندهی در ناوگان اقیانوس آرام کسب کرد.
ناو هواپیمابر آبراهام لینکلن در ۱۱ سپتامبر ۲۰۰۱ در بندر مستقر شد.
در ماه ژانویه ۲۰۱۲ این ناو جنگی وارد خلیج فارس شد و وزارت دفاع آمریکا پنتاگون اعلام کرد: ناو هواپیمابر آبراهام لینکلن در تاریخ ۳ بهمن ۱۳۹۰ از تنگه هرمز عبور کرد و از این پس در خلیج فارس مستقر خواهد بود.در همین حال وزارت دفاع بریتانیا در بیانیه‌ای اعلام کرد یک ناو بریتانیایی و یک ناو فرانسوی نیز به همراه کاروان ناو هواپیمابر آبراهام لینکلن از تنگه هرمز عبور کردند.
در ۷ مه ۲۰۱۹ این ناو جنگی دوباره رهسپار خلیج فارس شد به گفته مشاور امنیت آمریکا هدف از اعزام این ناو جلوگیری از تهدید ایران برای بستن تنگه هرمز خلیج فارس است که می‌تواند قیمت نفت را در جهان به بالاترین حد ممکن در طول تاریخ برساند و از این گذر اقتصاد دنیا را با مشکل جدی مواجه سازد.
در ۶ آگوست ٢٠٢۴ ناو هواپیمابر آبراهام لینکلن به جهت جایگزینی با ناو هواپیمابر تئودور روزولت به منظور ایجاد بازدارندگی در برابر ایران در جریان جنگ اسرائیل و حماس بار دیگر راهی خلیج فارس‌ شد.

## نگارخانه

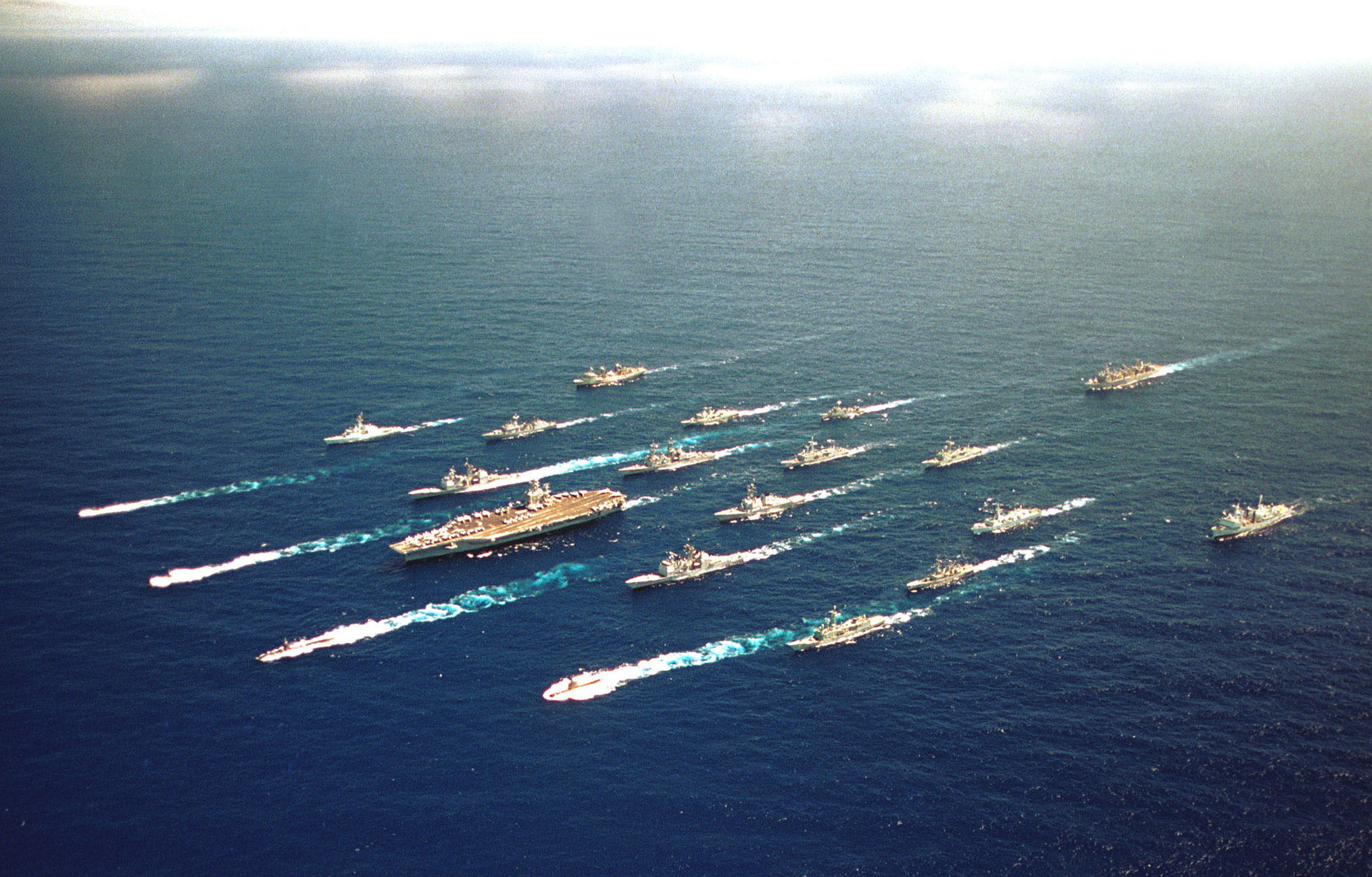
USS Abraham Lincoln carrier battle group during the RIMPAC exercises on 20 June 2000.
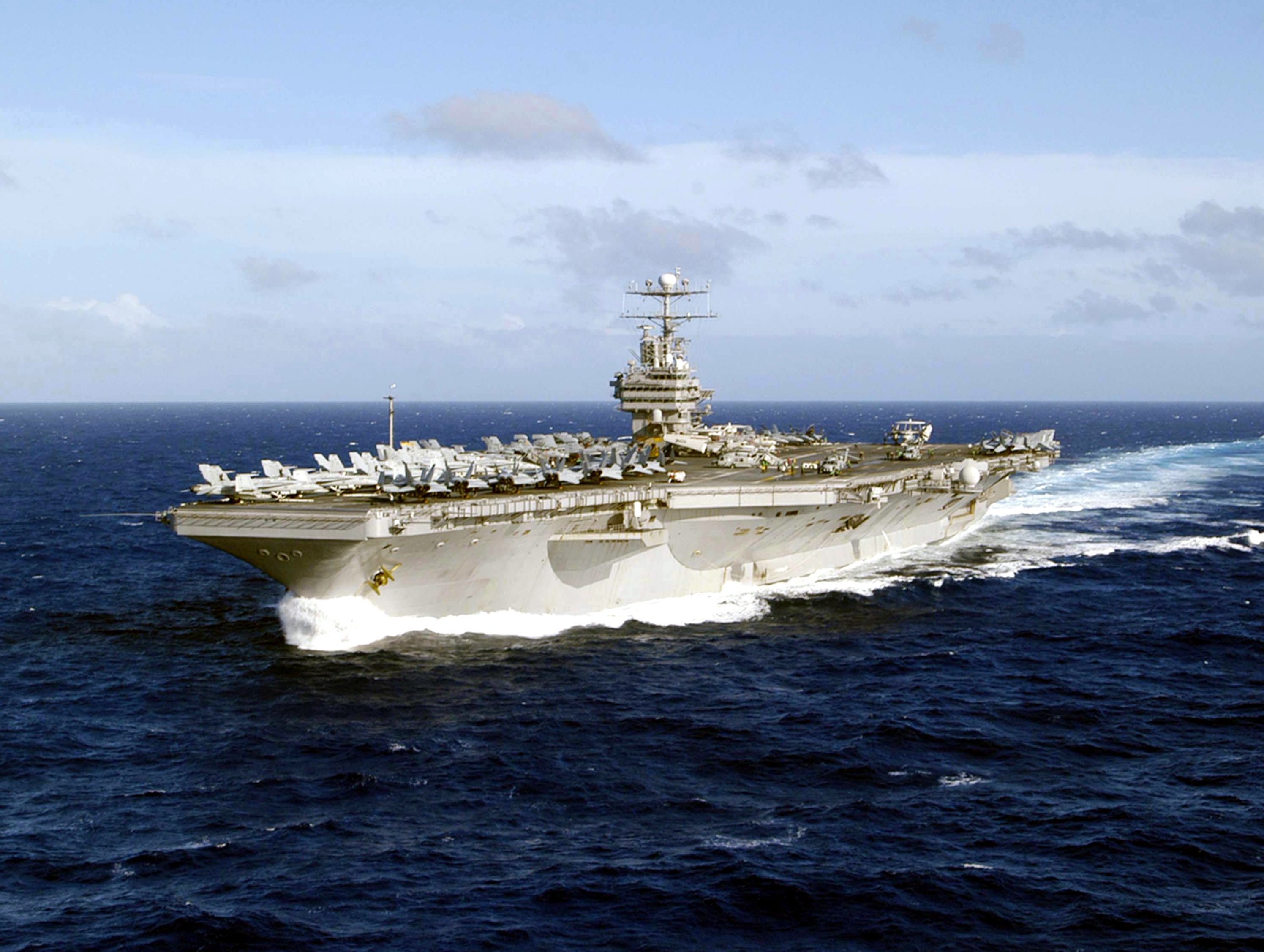
Abraham Lincoln sailing in the Western Pacific Ocean in 2004.
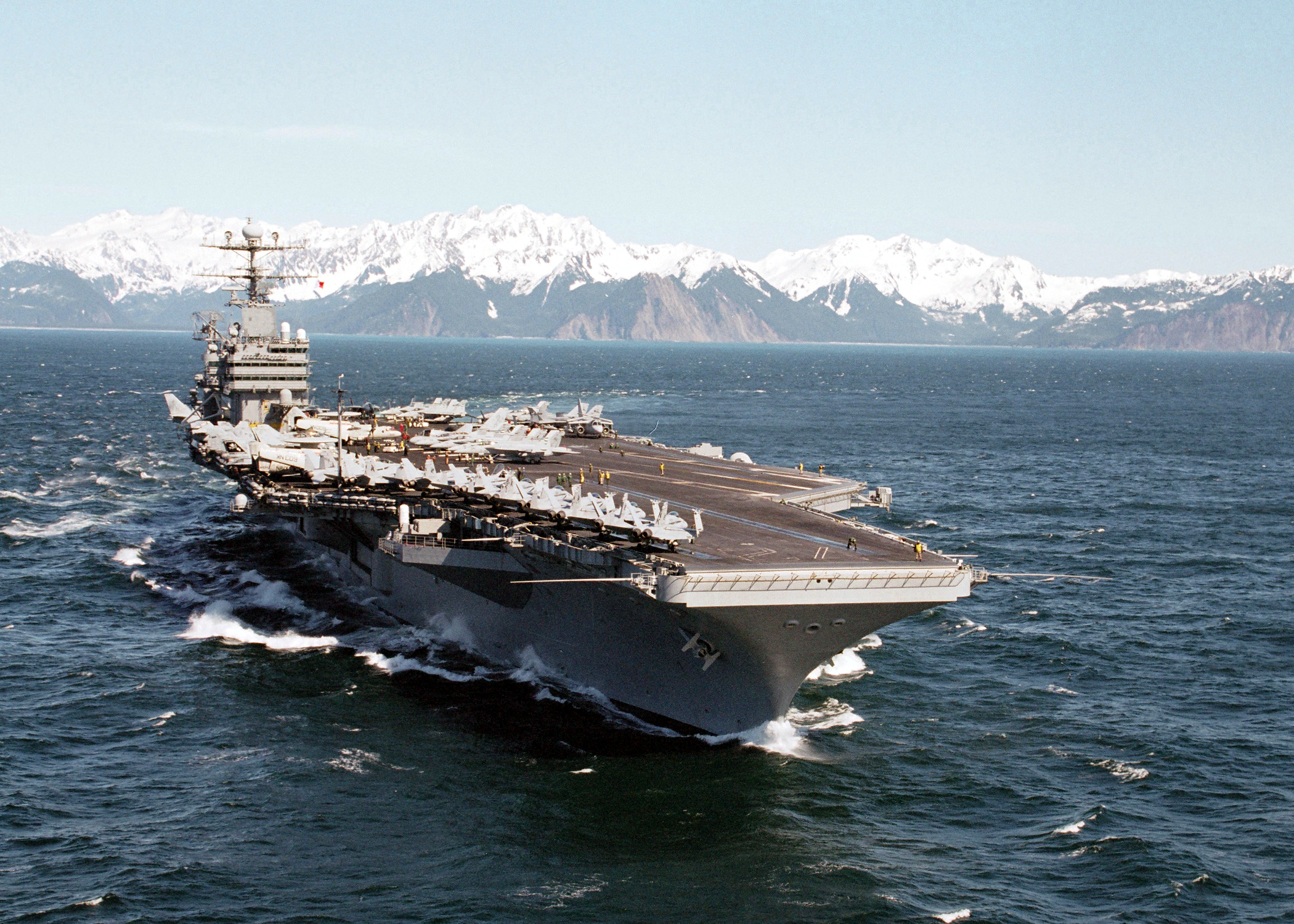
Abraham Lincoln sailing in the Gulf of Alaska as part of a joint training exercise, specifically during the "Northern Edge" Joint Training Exercise.
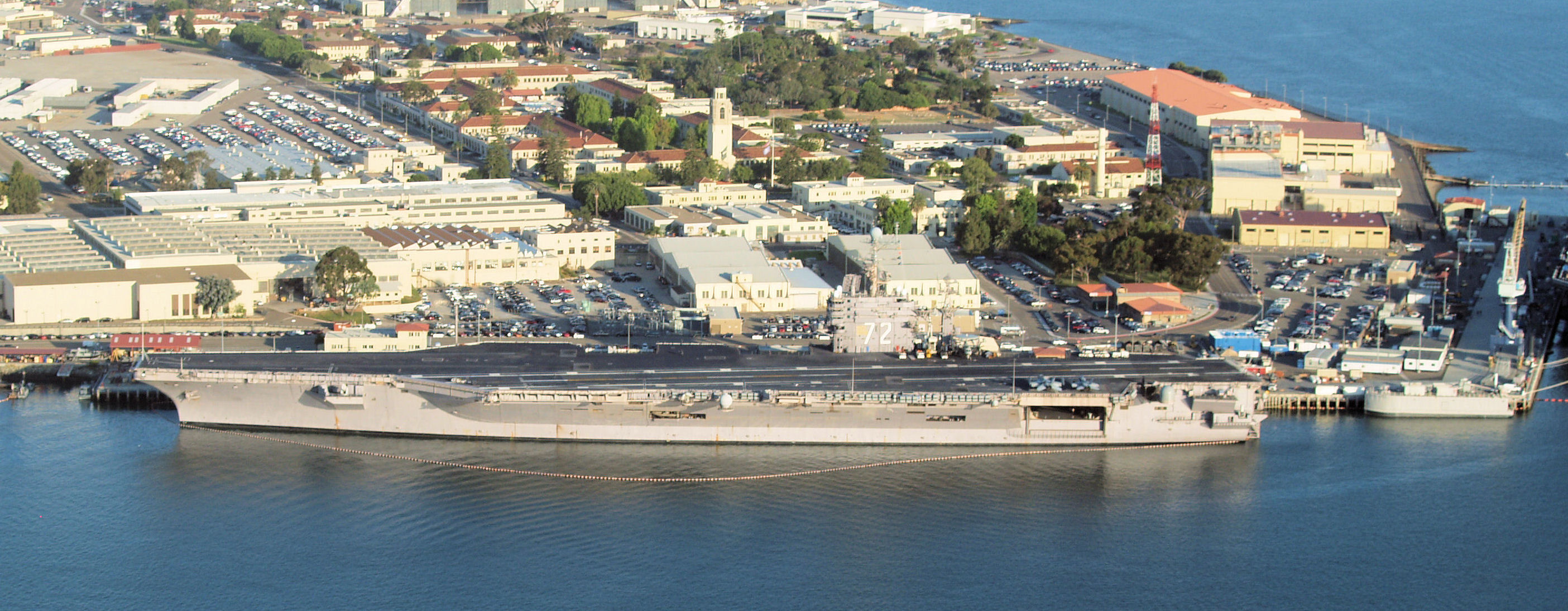
Abraham Lincoln in San Diego Bay, 2011.